# Gunhild Sahlin
Ellen Gunhild Sahlin-Mellgren, född 29 juli 1905 i Laxå, Örebro län, död 16 augusti 1992 i Danderyd, var en svensk målare.
Hon var dotter till bergsingenjören Carl Sahlin och Ellen Sofia Helén och från 1928 gift med redaktören Arne Waldemar Mellgren. Sahlin studerade vid Edward Berggrens målarskola i Stockholm 1922–1923 och vid Académie Colarossi i Paris 1923 samt vid Konsthögskolan i Stockholm 1924–1926 där hon tilldelades en medalj. Hennes konst består av stilleben, porträtt och figurmotiv i olja eller tempera. Makarna Mellgren är begravda på Örgryte gamla kyrkogård. 